# Карникс
Карниксът (на латински: Carnyx) е духов инструмент от келтската желязна епоха, обхващаща годините между 300 г. пр.н.е. и 500 г. от н.е. Това е вид бронзов тромпет с издължена S-образна форма и с камбана във формата на глава на дива свиня. Използван е по време на война, вероятно за подбуждане на войски към битка и за сплашване на враговете, както отбелязва Полибий. Значителната височина на инструмента позволява той да бъде издигнат над главите на участниците в битки и церемонии.
|  | Тази страница частично или изцяло представлява превод на страницата Carnyx в Уикипедия на галисийски. Оригиналният текст, както и този превод, са защитени от Лиценза „Криейтив Комънс – Признание – Споделяне на споделеното“, а за съдържание, създадено преди юни 2009 година – от Лиценза за свободна документация на ГНУ. Прегледайте историята на редакциите на оригиналната страница, както и на преводната страница, за да видите списъка на съавторите. ВАЖНО: Този шаблон се отнася единствено до авторските права върху съдържанието на статията. Добавянето му не отменя изискването да се посочват конкретни източници на твърденията, които да бъдат благонадеждни. |